# Усердный (пароход, 1839)
«Усердный» — колёсный пароход Балтийского флота Российской империи.

## Описание парохода
Длина парохода составляла 36,58 метра, ширина без обшивки — 6,7 метра, осадка — 3,28 метра. На пароходе была установлена паровая машина мощностью 60 номинальных л. с.

## История службы
Пароход был заложен 4 (16) декабря 1837 в Главном адмиралтействе в Санкт-Петербурге, спущен на воду 10 (22) октября 1839 года.
С 1841 по 1854 год, в периоды навигации, крейсировал между Санкт-Петербургом, Кронштадтом, Свеаборгом, Гангутом и Ревелем.
Принимал участие в операциях Балтийской компании 1853—1854 годов. Весной 1854 года участвовал в постановке гальванических мин системы Якоби в Финском заливе. Поставленные им мины не дали англо-французскому флоту прорваться к Кронштадту. В июне 1855 года на минных заграждениях, выставленных севернее Кронштадта, подорвались несколько английских кораблей, в том числе пароходофрегат «Мерлин» и пароход «Ферфляй». 
В 1848 и 1849 годах на пароходе «Усердный» в звании мичмана служил князь К. Н. Боратов. В 1949 году на борту парохода из Кронштадта в Ригу путешествовали великая княгиня Ольга Николаевна и кронпринц Виртенбергский Карл Фридрих Александр.
В 1852 году на пароходе служил лейтенант А. Ф. Можайский.
В 1854 году пароход «Усердный» был продан на слом.

## Командиры
Командирами парохода «Усердный» в разное время служили:
- лейтенант Ф. П. Опочинин (1841—1847 годы)[9];
- лейтенант Р. С. Валронт (1842—1844 годы)[10];
- лейтенант В. Р. Шельтинг (1848 год)[11];
- лейтенант К. В. Фрейганг (1849 год)[12];
- капитан-лейтенант А. Н. Аболешев (1850—1853 годы)[13];
- лейтенант А. Ф. Можайский (1852—1853 годы)[14];
- лейтенант В. М. Зайкин (1852—1853 годы)[14];
- лейтенант В. А. Кострицын (1852—1853 годы)[14];
- лейтенант В. Д. Кузнецов (1854 год)[15].